# Бесермјани
Бесермјани, Бисермани, Бесермани или Бесермени (рус. бесермяне, једнина: бесермянин, удм. бесерманъёс, тат. бисермәннәр), малобројни су угро-фински народ у Русији. 
Попис становништа у Руској Федерацији из 1897. године, наводи 10.800 Бесермјана. Постојало је 10.000 Бесермјана 1926. године, док се у попису становништа Русије у 2002. години, као Бесермјани изјашњава тек 3.122 људи. Овако велики пад у броју Бесермена последица је одлуке совјетских власти 1930-их да престане да их признаје као посебан народ, све до распада СССР сматрани су делом удмуртског народа.
Бесермјани живе у Јукаменском, Глазовском, Белезинском и Јарском рејону на северозападу Удмуртије. Постоји десетак села у Русији насељених искључиво Бесермјанима, док је 41 село са делимичним учешћем Бесермјана у укупном броју становника.
Језик Бесермјана је дијалекат удмуртског језика са утицајем татарског језика.
Неки обичаји Бесермјана се разликују од других обичаја Удмурта због утицаја исламке културе поволшких Прабугара и народа казањског каната.

## Антроплологија и генетика
Антрополошки изглед Бесермена сличан је Чепецким Татарима. Од Удмурта Бесермени се разликују по тамнијој коси, такође, назални мост је чешће конвексни него конкавни, а главе и лица су издуженији. У целости, расне карактеристике савремених Бесермена не карактеришу се уралским комплексом обележја (у облику субуралског или сублапоноидног типа). У савремено доба релевантније је приписати њихов изглед волшко-камско-степском кавказоидном типу, чијем формирању су допринели субуралски и понтски комплекси.
На основу спроведеног истраживања у ком је анализирана митохондријална ДНК 41 Бесермена из села Јожево Јукаменског рејона Удмуртије, утврђено је да је у поређењу са Удмуртима у бесерменској популацији значајно веће учешће источноевроазијских хаплогрупа по женској линији (пре свега хаплогрупе C). Према овом показатељу, Бесермени се генетски разликује од већине народа Волшко-уралске регије и ближи су народима Јужног Сибира који говоре туркијске језике.
Такође, анализиран је Y-хромозом 53 Бесермена из села Јукаменское и Јожево, као и из села Шамардан из Јукаменског рејона Удмуртије. Показало се да више од половине узорака припада хаплогрупи N, што указује на то да је по мушкој линији угро-финска компонента најзначајнија у бесерменској популацији.
Лексикостатистички подаци такође не откривају опипљив прабугарски (старочувашки) супстрат у бесерманском дијалекту.